# Germán Busch Becerra

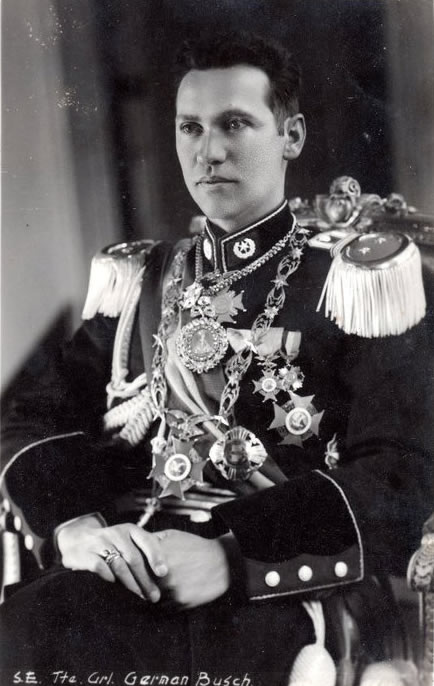
Germán Busch Becerra

Germán Busch Becerra (* 23. März 1904 in San Javier; † 23. August 1939 in La Paz) war ein bolivianischer Offizier, der sich im Chacokrieg hervortat. Er war von 1937 bis zu seinem Tod 1939 Staatspräsident Boliviens.

## Leben

### Kindheit und Erziehung
Germán Busch Becerra wurde am 23. März 1904 in San Javier im Departamento Santa Cruz geboren. Sein Vater war Deutscher, seine Mutter Spanierin. Während sein Vater aus gesundheitlichen Gründen einige Jahre in Deutschland verbrachte, wuchs Germán Busch Becerra in Trinidad auf, wo er die Volksschule besuchte und mit 18 Jahren in eine Militärschule eintrat. Hier unterrichtete der deutsche Offizier Hans Kundt, der sich nach dem Ersten Weltkrieg in Bolivien niedergelassen hatte.

### Militärische Laufbahn
1924 wurde Busch Becerra mit 21 Jahren zum Unterleutnant befördert. Er wurde zum Adjutanten Kundts ernannt, später zeitweise auch von Ernst Röhm. Er machte in der Folgezeit eine schnelle Karriere zum Generalstabschef. Während dieser Zeit heiratete er und wurde Vater dreier Söhne.
Ab 1932 wurde Germán Busch Becerra im Chacokrieg gegen Paraguay eingesetzt und machte sich schnell einen Ruf als äußerst tapferer Kämpfer. Er erhielt den Beinamen Korsar des Urwalds („El Corsario de la Selva“) und wurde 1935 mit dem Großen Militärischen Verdienstkreuz ausgezeichnet („Gran Cruz al Mérito Militar“).
Während des Chacokrieges kam es zu massiven innenpolitischen Spannungen in Bolivien, in deren Folge mehrfach erfolgreich die bolivianische Regierung geputscht wurde. Germán Busch Becerra nahm zunächst am umstrittenen Putsch gegen Daniel Salamanca Urey im November 1934 teil, bei dem das Militär dem Staatspräsidenten vorwarf, unfähig in der Kriegsführung zu sein. Nachfolger Salamancas wurde der Vizepräsident José Luis Tejada Sorzano. Nur zwei Jahre später nahm Germán Busch Becerra an einem Staatsstreich teil und verhalf seinem alten Kameraden David Toro am 17. Mai 1936 zum Amt des Staatspräsidenten.
Toro versuchte in der unmittelbaren Folge unter dem Schlagwort des Militärischen Sozialismus mehrere nationalistische und antioligarchistische Reformen durchzuführen. Busch war in der Regierung Toros Generalstabschef und enteignete z. B. die Ölfunde der amerikanischen Firma Standard Oil aus New Jersey.
Am 13. Juli 1937 wurde José David Toro Ruilova vom Militär mit der Begründung gestürzt, dass das Regime an Toros zweifelhafter Vergangenheit Schaden genommen habe.

### Präsidentschaft
Germán Busch Becerra wurde zum Präsidenten ernannt und ließ sich nachträglich von einer Nationalversammlung bestätigen.
Während seiner Amtszeit konnte er den Krieg mit Paraguay beenden und die Verfassung wiederherstellen, die 1936 beim Putsch außer Kraft gesetzt worden war. Daneben bemühte er sich, die Unruhen im Land zu beruhigen. Neben der Einführung einer Sozialversicherung und einer größeren rechtlichen Gleichheit verstaatlichte er unter anderem die Bolivianische Zentralbank, die großen (vorwiegend ausländischen) Bergbauunternehmen sollten ihre Devisen vollständig dem Staat überlassen. Wegen anhaltender Unruhen erklärte Busch sich 1939 zum Diktator. Er hatte zwar breite Zustimmung im eigenen Volk, die diplomatische Anspannung am Vorabend des Zweiten Weltkriegs führte jedoch zu heftiger Kritik der USA, die auf die Zinnexporte Boliviens angewiesen waren.
Am 23. August 1939 starb Germán Busch Becerra, mit hoher Wahrscheinlichkeit durch Selbstmord. Vereinzelt wird behauptet, er sei ermordet worden.

## Die Politik unter Germán Busch Becerra
Zu den wichtigsten Maßnahmen der Regierung Busch gehörte die Wiederinkraftsetzung der Verfassung von 1880, die 1936 vorübergehend suspendiert worden war, gefolgt von einigen einschneidenden Verfassungsänderungen zur sozialen Frage, den Rechten der Familie sowie der Glaubens- und Gewissensfreiheit. Neben der Schaffung eines Arbeitsrechts wurde z. B. eine Sozialversicherung ins Leben gerufen.
Während Buschs Amtszeit wurde ein Friedensvertrag mit Paraguay ausgehandelt und eine neue Grenze anerkannt. Das Departamento Pando, das früher das Territorio Nacional de Colonias geheißen hatte, wurde eingerichtet. Busch verstaatlichte die Bolivianische Nationalbank. Er versuchte, die (hauptsächlich ausländischen) Bergbauunternehmen zu verpflichten, alle Devisen dem Staat zu überlassen. Im Gegenzug wollte er die Departamentos aus Erdölfunden zu 11 % am Gewinn beteiligen.
Obwohl Busch für die Entwicklung des Landes nur eine untergeordnete Rolle spielte, wird seine Regierung in Bolivien heute weitgehend positiv aufgefasst.